# 319

## Decese
- 8 februarie: Teodor Stratilat sfânt creștin ortodox (n. 281)